# Michael Anti
Michael Anti, właśc. Zhao Jing (chiń. upr. 赵静; chiń. trad. 趙靜; pinyin Zhào Jìng; ur. 1975)  – chiński dziennikarz i bloger polityczny, znany ze swoich postów na temat wolności prasy w Chinach. Został opisany w połowie pierwszej dekady XXI w. jako „swego czasu najbardziej znany bloger polityczny w chińskim Internecie”.
Urodzony w Nankinie Zhao Jing stał się znany, gdy firma Microsoft zdecydowała o usunięciu jego bloga pod koniec 2005 roku. Jego sprawa trafiła na nagłówki gazet w całych Chinach i przyczyniła się do toczących się debat na temat roli zachodnich firm w chińskim systemie cenzury.
Zhao Jing w 2011 roku w Poczdamie otrzymał nagrodę M100 Sanssouci Media Award.